# M55 (astronomia)
M 55 (conosciuto anche come NGC 6809) è un ammasso globulare visibile nella costellazione del Sagittario.

## Osservazione

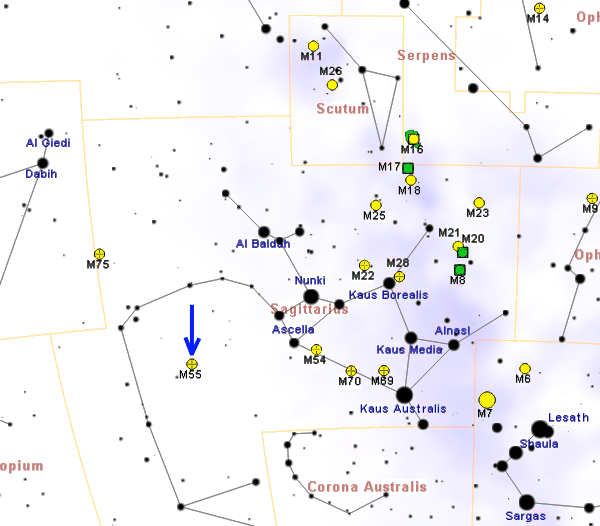
Mappa per individuare M55.

M55 si trova in una regione povera di stelle luminose: per raggiungerlo si può far riferimento alla stella ζ Sagittarii, dalla quale occorre muoversi circa 1° verso sud e poi 35 minuti di ascensione retta (circa 7°) verso ovest; può essere scorto anche con un binocolo 10x50, seppur con qualche difficoltà, sotto un ottimo cielo, mentre in condizioni non ottimali occorrono strumenti più potenti. La risoluzione in stelle è difficilissima e occorrono strumenti potenti, a partire da 300-350mm di apertura.
M55 può essere osservato con discreta facilità da gran parte delle aree popolate della Terra, grazie al fatto che è situato a una declinazione non eccessivamente australe: in alcune aree del Nord Europa e del Canada, nei pressi del circolo polare artico, la sua visibilità è comunque impossibile, mentre nell'Europa centrale appare molto basso; dall'emisfero sud M55 è ben visibile alto nelle notti dell'inverno australe. Il periodo migliore per la sua osservazione nel cielo serale è quello compreso fra giugno e ottobre.

## Storia delle osservazioni
M55 fu scoperto da Nicolas Louis de Lacaille al Capo di buona speranza, nel 1751 e catalogato da Charles Messier nel 1778 che lo descrive così: "...una nebulosa simile ad una macchia biancastra...non sembra contenere stelle...".

## Caratteristiche
M55 si trova ad una distanza di circa 17.300 anni luce dalla Terra. In questo ammasso sono state scoperte solo una mezza dozzina di stelle variabili. La sua estensione lineare è valutata in circa 110 anni luce.
M55 viene considerato uno degli ammassi globulari più vicini a noi, al contrario di M54, che si trova a poco più di 7° ad ovest, e che è invece tra i più lontani.

### Libri
- (EN) Stephen James O'Meara, Deep Sky Companions: The Messier Objects, Cambridge University Press, 1998, ISBN 0-521-55332-6.

### Carte celesti
- Toshimi Taki, Taki's 8.5 Magnitude Star Atlas, su geocities.jp, 2005. URL consultato il 7 novembre 2010 (archiviato dall'url originale il 5 novembre 2018). - Atlante celeste liberamente scaricabile in formato PDF.
- Tirion, Rappaport, Lovi, Uranometria 2000.0 - Volume II - The Southern Hemisphere to +6°, Richmond, Virginia, USA, Willmann-Bell, inc., 1987, ISBN 0-943396-15-8.
- Tirion, Sinnott, Sky Atlas 2000.0 - Second Edition, Cambridge, USA, Cambridge University Press, 1998, ISBN 0-933346-90-5.
- Tirion, The Cambridge Star Atlas 2000.0, 3ª ed., Cambridge, USA, Cambridge University Press, 2001, ISBN 0-521-80084-6.